# Vojens
Vojens (tysk: Woyens) er en stationsby i Sønderjylland med 7.424 indbyggere  (2025), beliggende 41 km øst for Ribe, 33 km syd for Vejen, 29 km nord for Aabenraa og 14 km vest for Haderslev. Byen hører til Haderslev Kommune og ligger i Region Syddanmark. Vojens var i 1970-2006 kommunesæde i Vojens Kommune.

## Sogne, kirker og bydele
Det meste af Vojens hører til Vojens Sogn. Vojens Kirke ligger i byen. I slutningen af 1900-tallet voksede Vojens ind i Jegerup Sogn. Jegerup Kirke ligger i Jegerup, 5 km nord for Vojens.
Skrydstrup var en landsby 4 km vest for Vojens. Den tyske besættelsesmagt anlagde i 1943 en flyveplads, der fyldte en fjerdedel af Skrydstrup Sogn. Den blev i 1953 taget i brug af Flyvevåbnet som Flyvestation Skrydstrup, der blev en meget stor arbejdsplads. Indbyggertallet steg drastisk i Skrydstrup og Vojens. De er nu vokset sammen, og Skrydstrup er en bydel i Vojens. Bydelens indbyggere hører til Skrydstrup Sogn. Skrydstrup Kirke ligger 5 km vest for Vojens.

## Faciliteter
- Vojens Borger- og Realskole blev oprettet i 1939, hvor Vojens Skole havde ligget. I 1973 skiftede den navn til Povlsbjergskolen. Bregnbjergskolen blev indviet i 1964. I 2011 blev de to skoler lagt sammen under navnet Lagoniskolen.[2] 0.-6. klassetrin blev placeret på Bregnbjergskolen og 7.-9. klassetrin på Povlsbjergskolen. I 2019 blev Lagoniskolen opløst, og de to skoler blev igen selvstændige, Povlsbjergskolen dog stadig kun med elever på 7.-9. klassetrin og under navnet Ungeuniverset-Vojens.
- Vojens Hallerne omfatter idrætshal, svømmehal, campingplads og cafeteria.[3]
- Ved siden af hallerne ligger Frøs Arena, der blev opført i 2011 for at erstatte den gamle skøjtehal. Arenaen benyttes af amatørklubben Vojens Ishockey Klub og den professionelle overbygning SønderjyskE Ishockey, som er i den bedste danske ishockeyliga og hører til Sønderjysk Elitesport. Arenaen har plads til 5.000 tilskuere, fordelt på 2.000 siddepladser og 3.000 ståpladser.
- Vojens Speedway Center har en speedwaybane på 300 meter, anlagt i 1975.[4]
- Gokartbanen Vojens Motorsport Arena er en af Danmarks længste baner på over 1300 m. Den kan deles i to, hvor den ene er hurtig, og den anden har mange sving.[5]
- Hotel Vojens har selskabslokaler samt møde- og konferencefaciliteter og leverer også mad ud af huset.[6]
- Bregnbjerglunden Plejecenter har 78 boliger, 72 i stueplan med terrasse og 6 på 1. sal med altan. Der er elevator. Boligerne består af stue med thekøkken samt badeværelse.[7]
- I et hjørne af Flyvestation Skrydstrup ligger den civile Vojens Lufthavn. Den har ikke haft ruteflyvning siden 1999, men benyttes af taxi- og privatfly samt helikoptere.
- Byen har 4 supermarkeder, grillbar, 3 pizzeriaer, lægehus og dyrlæge

## Historie

### Jernbanen
Vojens fik i 1864 endestation på strækningen Flensborg-Vojens, der i 1866 blev forlænget til Vamdrup.
I 1868 blev sidebanen Vojens-Haderslev indviet, og Vojens blev et jernbaneknudepunkt. Persontrafikken på Haderslevbanen blev nedlagt i 1978, godstrafikken i 1999. Der køres stadig med veterantog, og man kan leje skinnecykler.
I 1899 blev Vojens også krydset af de smalsporede Haderslev Amts Jernbaner. For at undgå omladning mellem smal- og normalspor i Haderslev og Vojens anlagde amtsbanen en ny strækning mellem de to byer, men syd om Haderslev Dam. Fra Vojens Amtsbanegård gik strækningen videre til Gram og Rødding. Denne strækning blev fra Ustrup til Rødding nedlagt i 1938.
Da tyskerne anlagde flyvepladsen, anlagde de samtidig et jernbanespor dertil fra Vojens Station. Sporet fulgte amtsbanens gamle tracé næsten helt til Skrydstrup. Omkring 1949 blev det taget op, men i 1952 blev det anlagt igen i forbindelse med etableringen af flyvestationen. Skrydstrupsporets skinner ligger der endnu. Sporet er forlænget mod syd og øst som industrispor, men denne del er tilgroet.

### Stationsbyen
Det danske målebordsblad efter Genforeningen viser fabrik, mejeri, vandværk, svineslagteri, bageri, 2 hoteller, apotek, lægebolig samt post- og telegrafkontor.

### Brødrene Gram
Fabrikant Hans Gram byggede i 1901 et maskinværksted i Vojens på 100 m². Han kunne bl.a. levere komplette mejerier. I 1907 indtrådte broderen Aage Gram i virksomheden, der fik navnet Brødrene Gram. I løbet af 100 år voksede antallet af medarbejdere fra nogle få til ca. 3500, og virksomheden fik datterselskaber og forhandlere over hele verden.
Køleanlæg blev hurtigt virksomhedens hovedprodukt. I 1950'erne begyndte virksomheden at masseproducere køleskabe og frysere. Foruden hårde hvidevarer til husholdninger har virksomheden leveret køle/fryseanlæg til fødevareindustrien, butikker, hoteller, storkøkkener, airconditionering og alle led i iscreme-produktionen.
I 2005 blev virksomheden solgt og er nu et datterselskab i den polske koncern Amica. Selvom masseproduktionen i Danmark er opgivet, bliver der stadig udviklet og produceret køleanlæg i Vojens, men i den højteknogiske ende. I 2006 startede Gram Scientific Aps, som med sin BioLine vil fremstille de mest sikre og pålidelige køleanlæg til opbevaring af bio-materiale som fx blod, plasma og væv samt kontrol og dokumentation af temperatur i laboratorier, hospitaler, medicinal- og anden industri.

### Arkil
Entreprenørfirmaet Arkil blev grundlagt i Haderslev i 1941, men flyttede hovedkontoret til Vojens i 2015. Firmaet beskæftiger gennemsnitligt 1200 medarbejdere (2021) og har 22 afdelinger rundt omkring i Danmark samt datterselskaber i Nordtyskland og Irland.